# Ламарке
Ламарке (исп. Lamarque) — город и муниципалитет в департаменте Авельянеда провинции Рио-Негро (Аргентина).

## История
В 1899 году административный центр Национальной территории Рио-Негро город Вьедма был практически смыт наводнением, и правительство Национальной территории на несколько месяцев переехало в Чоэле-Чоэль. Это подтолкнуло процесс освоения внутренних территорий, и в 1901 году инженер Элисео Счиерони был направлен на остров Чоэле-Чоэль, чтобы произвести его разбивку на земельные участки по 100 гектаров, зарезервировав четыре из них под город. Так было основано поселение, получившее название Пуэбло-Нуэво-де-ла-Колония-Чоэле-Чоэль (исп. Pueblo Nuevo de la Colonia Choele Choel).
В 1942 году населённый пункт был переименован в честь Факундо Ламарке (исп. Facundo Lamarque), который занимал должность верховного судьи Национальной территории Рио-Негро.

## Известные уроженцы
- Родольфо Уолш (1927—1977) — журналист, писатель и драматург, один из важных членов лево-перонистской организации «Монтонерос».